# Kanada na Letních olympijských hrách 2004
Kanada se účastnila Letní olympiády 2004. Zastupovalo ji 263 sportovců (130 mužů a 133 žen) v 28 sportech.

## Medailisté
| Medaile | Jméno                                                         | Sport                | Soutěž                                 |
| ------- | ------------------------------------------------------------- | -------------------- | -------------------------------------- |
| Zlato   | Kyle Shewfelt                                                 | Sportovní gymnastika | Muži prostná                           |
| Zlato   | Lori-Ann Muenzer                                              | Cyklistika           | Ženy sprint                            |
| Zlato   | Adam van Koeverden                                            | Kanoistika           | Muži K-1 500 m                         |
| Stříbro | Karen Cockburn                                                | Skoky na trampolíně  | Ženy                                   |
| Stříbro | Cameron Baerg Jake Wetzel Thomas Herschmiller Barney Williams | Veslování            | Muži čtyřka bez kormidelníka           |
| Stříbro | Tonya Verbeeková                                              | Zápas                | ženy, volný styl do 55 kg              |
| Stříbro | Alexandre Despatie                                            | Skoky do vody        | Muži prkno 3 m                         |
| Stříbro | Marie-Hélène Prémont                                          | Cyklistika           | Ženy cross-country                     |
| Stříbro | Ross MacDonald Mike Wolfs                                     | Jachting             | Třída Star                             |
| Bronz   | Blythe Hartleyová Émilie Heymansová                           | Skoky do vody        | Ženy synchronizované skoky z věže 10 m |
| Bronz   | Adam van Koeverden                                            | Kanoistika           | Muži K-1 1000 m                        |
| Bronz   | Caroline Brunet                                               | Kanoistika           | Ženy K-1 500 m                         |